# Hammarforsen
Det finns också en Hammarforsen i Pernå, Finland
Hammarforsen är även namnet på en fors i Bönälven i Överkalix kommun, Norrbotten.

Hammarforsen är Sveriges yngsta vattenfall. Forsen är belägen utefter Indalsälven vid Ragunda kommuns centralort Hammarstrand, i Jämtland. 

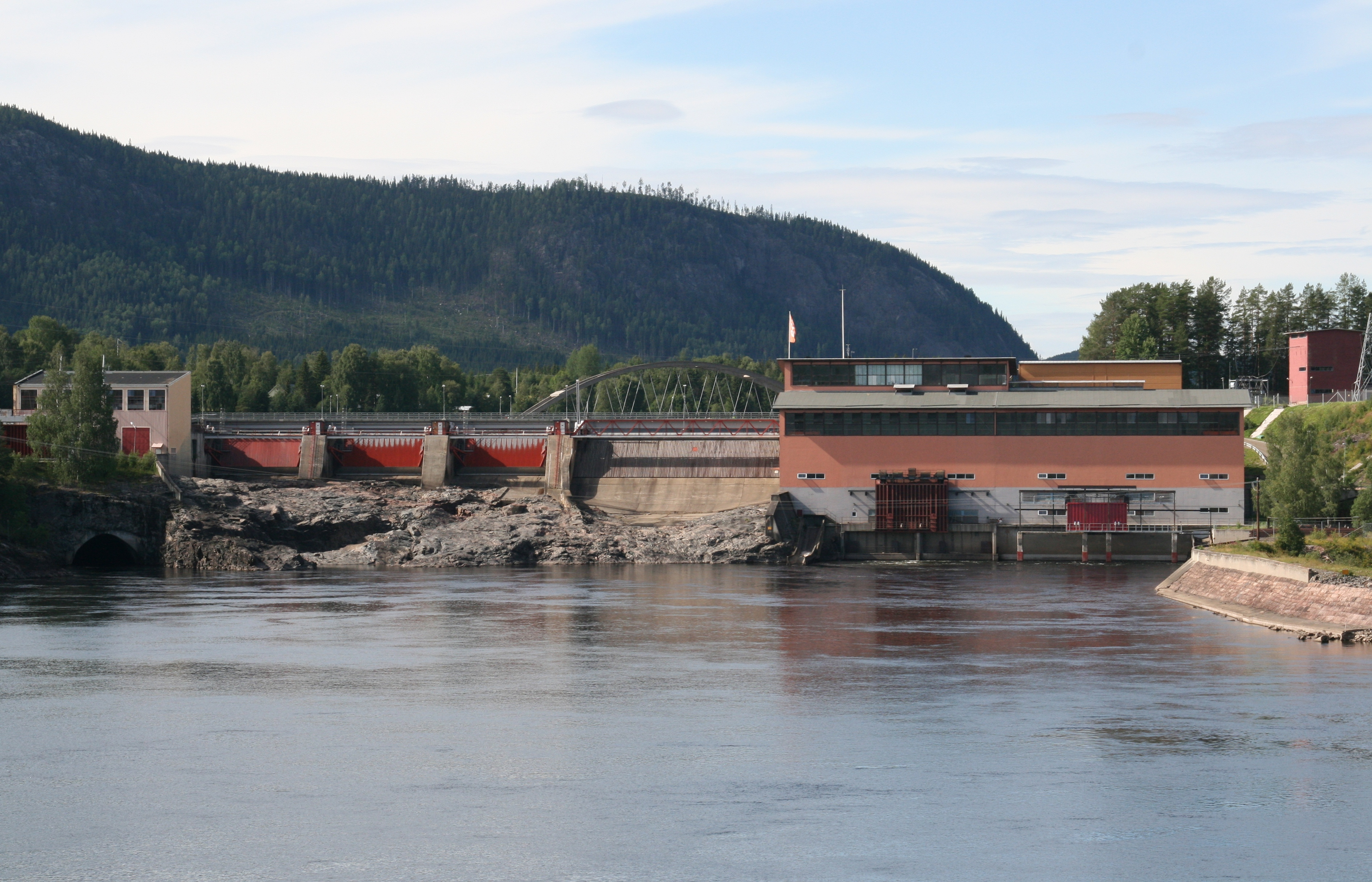
Hammarforsens kraftverk

Forsen tillkom i samband med den naturkatastrof som Magnus Huss, även kallad Vildhussen, åstadkom när han skulle bygga en timmerränna, förbi den 35 meter höga och fruktade Storforsen, även kallad Gedungsen, där det flottade timret slogs sönder under sin flottningsfärd ner till Sundsvallskusten.
Huss använde vattenflödet från en bäck för att med naturens hjälp skära igenom den grusås som dämde upp Ragundasjön, men natten mellan den 6 och 7 juni 1796 skar bäcken okontrollerat igenom grusåsen och hela Ragundasjön tömdes på allt sitt vatten, cirka 300 miljoner kubikmeter, på cirka 4 timmar.
I och med tömningen av Ragundasjön tog Indalsälven en annan väg och Gedungsen tystnade för alltid och blev Döda fallet, men cirka 1 mil uppströms blottlades den nya forsen Hammarforsen.
Hammarforsen exploaterades på 1920-talet; den 23 mars 1928 stod Hammarforsens kraftverk färdigt och aggregat 1 togs i drift. Kraftverket ritades av arkitekten Osvald Almqvist, och byggnaden räknas som Sveriges första i funktionalism. För konstruktionen svarade Kreuger & Toll.